# Prononciation du mongol
Pour plus d'information sur la langue mongole, rapportez-vous à l'article principal.
Ci-dessous se trouve la prononciation du mongol, transcrite en symboles de l'Alphabet phonétique international.

## Consonnes
| Majuscule :       | Б      | В            | Г      | Д      | Ж        | З        | К   | Л    | М   | Н      |
| ----------------- | ------ | ------------ | ------ | ------ | -------- | -------- | --- | ---- | --- | ------ |
| Minuscule :       | б      | в            | г      | д      | ж        | з        | к   | л    | м   | н      |
| Prononciation API | [b, p] | [β, ɸ]       | [g, k] | [d, t] | [d͡ʒ, t͡ʃ] | [d͡z, t͡s] | [k] | [ɬ]  | [m] | [n, ŋ] |
| Majuscule :       | П      | Р            | C      | Т      | Ф        | Х        | Ц   | Ч    | Ш   | Щ      |
| Minuscule :       | п      | р            | с      | т      | ф        | х        | ц   | ч    | ш   | щ      |
| Prononciation API | [p]    | [ɢ, q, ʁ, χ] | [s]    | [tʰ]   | [ɸ]      | [x, χ]   | [c] | [t͡ʃ] | [ʃ] | [ʃt͡ʃ]  |

## Voyelles
| Majuscule :       | A   | Е        | Ё    | И   | Й        | О    | Ѳ   |
| ----------------- | --- | -------- | ---- | --- | -------- | ---- | --- |
| Minuscule :       | a   | е        | ё    | и   | й        | о    | ѳ   |
| Prononciation API | [ɑ] | [jɛ, jɜ] | [jɔ] | [i] | [i]      | [ɔ]  | [ɞ] |
| Majuscule :       | У   | Ү        | Ы    | Э   | Ю        | Я    |     |
| Minuscule :       | у   | ү        | ы    | э   | ю        | я    |     |
| Prononciation API | [ʊ] | [ʉ]      | [ɨː] | [ɛ] | [jo, ju] | [ja] |     |